# Городское поселение Угольные Копи
Городско́е поселе́ние Угольные Копи — муниципальное образование в Анадырском районе Чукотского автономного округа Российской Федерации.
Административный центр — пгт Угольные Копи.

## История
Статус и границы городского поселения установлены Законом Чукотского автономного округа от 24 ноября 2008 года № 148-ОЗ «О статусе, границах и административных центрах муниципальных образований на территории Анадырского муниципального района Чукотского автономного округа»

## Население
| 2009  | 2010  | 2011  | 2012  | 2013  | 2014  | 2015  |
| ----- | ----- | ----- | ----- | ----- | ----- | ----- |
| 3395  | ↘3368 | ↘3355 | ↗3487 | ↗3574 | ↗3586 | ↗3666 |
| 2016  | 2017  | 2018  | 2019  | 2020  | 2021  | 2023  |
| ↗3736 | ↘3718 | ↘3621 | ↗3715 | ↗3860 | ↘3232 | ↗3654 |

## Состав городского поселения
| № | Населённый пункт | Тип населённого пункта      | Население |
| - | ---------------- | --------------------------- | --------- |
| 1 | Угольные Копи    | пгт, административный центр | ↗3786     |